# Derek Wanless
Pour les articles homonymes, voir Wanless.
 (mars 2019).
Si vous disposez d'ouvrages ou d'articles de référence ou si vous connaissez des sites web de qualité traitant du thème abordé ici, merci de compléter l'article en donnant les références utiles à sa vérifiabilité et en les liant à la section « Notes et références ».
Derek Wanless (29 septembre 1947 - 22 mai 2012) est un banquier anglais et ancien conseiller du Parti travailliste.